# Catedral de la Dormición (Vladímir)

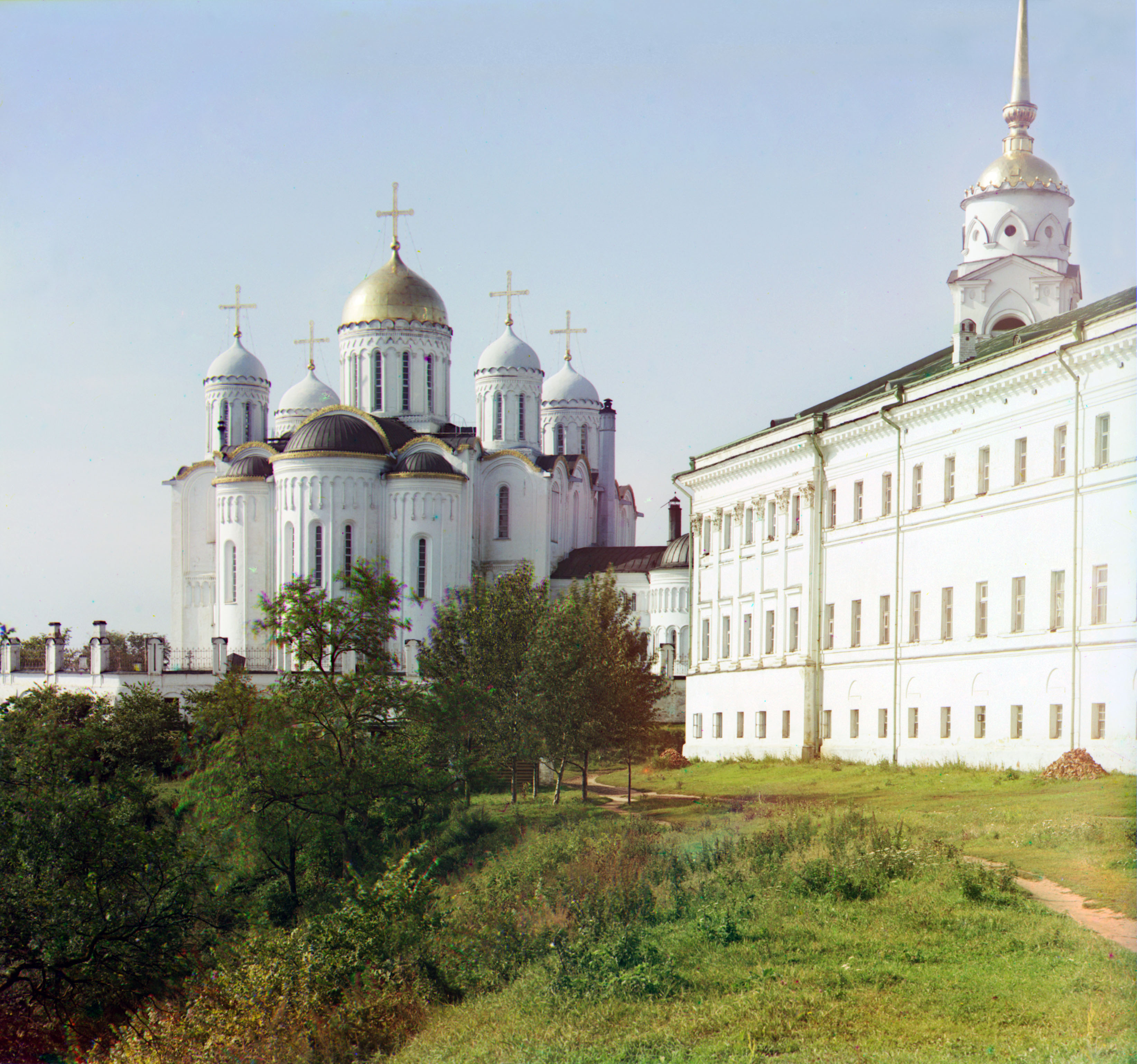
Vista de la catedral en 1912.

La catedral de la Dormición de la Theotokos (Успе́нский собо́р во Влади́мире) en la ciudad de Vladímir es una de las principales iglesias de la Rusia medieval de los siglos XIII y XIV. Forma parte del Patrimonio de la Humanidad de la Unesco desde 1992 como parte de los Monumentos Blancos de Vladímir y Súzdal.
La catedral fue encomendada por el príncipe Andréi Bogoliubski (Andréi el Piadoso) y dedicada a la Virgen María a quien se promovió como la santa patrona de Vladímir. Edificada entre los años 1158 y 1160, fue ampliada en el lapso de 1185-1189 para reflejar el prestigio de la ciudad. Con una superficie de 1.178 metros cuadrados, fue la más grande iglesia rusa en los siguientes 300-400 años.
Andréi Bogoliubski, Vsévolod III Yúrievich y otros gobernantes del Principado de Vladímir-Súzdal, fueron sepultados en la cripta de esta iglesia. A diferencia de otros tantos santuarios, la Catedral sobrevivió a la gran devastación e incendio de Vladímir en 1239 durante la invasión mongola de la Rus de Kiev por Batú Kan.
Los muros exteriores de la iglesia están cubiertos con grabados muy elaborados. El interior fue pintado en el siglo XII y repintado por Andréi Rubliov y Daniil Chorny en 1408. La catedral de la Dormición sirvió de modelo para Aristóteles Fioravanti, cuando diseñó la catedral de la Dormición en el Kremlin de Moscú (1475-1479).

## Enlaces externos

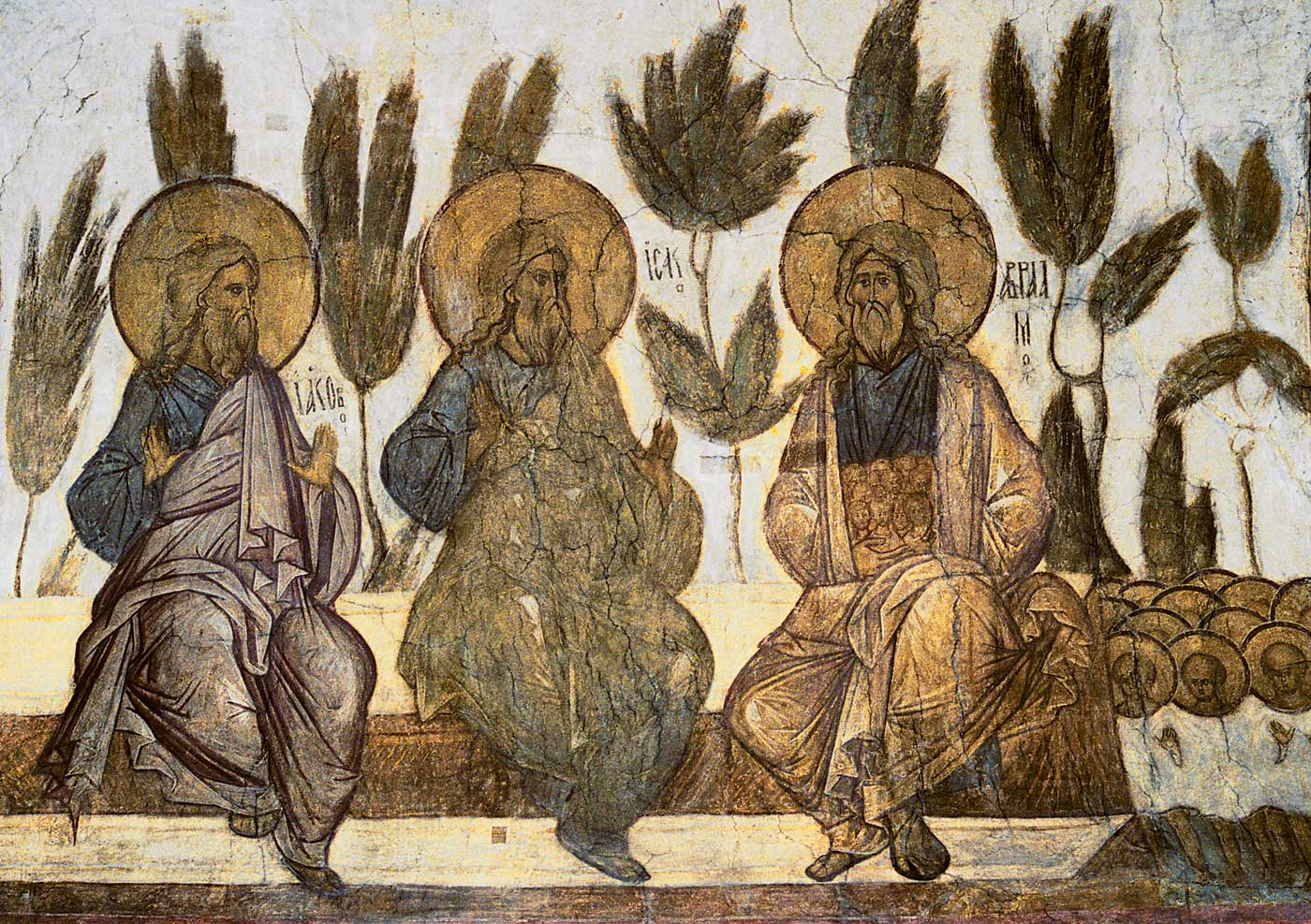
Fresco Seno de Abraham por Daniil Chorny en la Catedral de la Dormición de Vladímir.